# یان آرمسترانگ
یان آرمسترانگ (انگلیسی: Ian Armstrong؛ زادهٔ ۱۶ نوامبر ۱۹۸۱) بازیکن فوتبال اهل بریتانیا است.
از باشگاه‌هایی که در آن بازی کرده‌است می‌توان به باشگاه فوتبال پورت ویل و باشگاه فوتبال لیورپول اشاره کرد.
وی همچنین در تیم‌های ملی فوتبال زیر ۱۶ و ۱۸ سال انگلستان بازی کرده‌است.